# Хорді Альсівар
Хорді Альсівар (ісп. Jordy Alcívar; нар. 5 серпня 1999, Манта) — еквадорський футболіст, півзахисник клубу «ЛДУ Кіто».

## Клубна кар'єра
Народився 5 серпня 1999 року в місті Манта. Вихованець футбольної школи клубу «ЛДУ Кіто». Дорослу футбольну кар'єру розпочав 2018 року в основній команді того ж клубу, кольори якої захищає й донині.

## Виступи за збірну
З 2019 року залучався до складу молодіжної збірної Еквадору до 20 років. У її складі брав участь у молодіжному чемпіонаті Південної Америки 2019 року, зігравши 4 ігор і допоміг своїй збірній вперше в історії виграти золоті медалі змагання. Цей результат дозволив команді кваліфікуватись на молодіжний чемпіонат світу 2019 року, куди поїхав і Альсівар.

## Досягнення
- Чемпіон Еквадору: 2018
- Володар Кубка Еквадору: 2019
- Володар Суперкубка Еквадору: 2020, 2021, 2023
- Володар Рекопи Південної Америки: 2023

Збірні
- Переможець молодіжного чемпіонату Південної Америки: 2019